# Machados (José Bonifácio)
Machados é um bairro rural (área urbana isolada) do município brasileiro de José Bonifácio, que integra a Região Metropolitana de São José do Rio Preto, no interior do estado de São Paulo.

## História

### Origem
O bairro de Machados foi fundado em território do município de José Bonifácio.

## Geografia

### Demografia

#### População urbana
| Crescimento população urbana | Crescimento população urbana | Crescimento população urbana | Crescimento população urbana |
| Censo                        | Pop.                         |                              | %±                           |
| ---------------------------- | ---------------------------- | ---------------------------- | ---------------------------- |
| 1991                         | 312                          |                              | —                            |
| 2000                         | 327                          |                              | 4,8%                         |
| 2010                         | 335                          |                              | 2,4%                         |
| 2022                         | 251                          |                              | −25,1%                       |
| Fonte: IBGE e Fundação SEADE |                              |                              |                              |

Até o Censo 2010 (IBGE) Machados era classificado pelo IBGE como área urbana isolada do distrito sede.

### Rodovias
O principal acesso ao bairro é a Rodovia Assis Chateaubriand (SP-425).

## Serviços públicos

### Saneamento
O serviço de abastecimento de água é feito pelo Setor de Água e Esgoto (SAE).

### Energia
A responsável pelo abastecimento de energia elétrica é a CPFL Paulista, distribuidora do grupo CPFL Energia.

## Religião
O Cristianismo se faz presente no bairro da seguinte forma:

### Igreja Católica
- A igreja faz parte da Diocese de São José do Rio Preto[9].

### Igrejas Evangélicas
- Congregação Cristã no Brasil[10].